# 施金典
施金典（1980年8月1日—），臺灣棒球選手、教練，教練時期曾效力於中華職棒興農牛、義大犀牛，球員時期曾效力於中華職棒統一獅、興農牛，守備位置為三壘手，現為富邦悍將一軍守備教練。
於統一獅隊時期由於隊上有聘請來台的洋砲三壘手布雷把關，多半只能以一壘手或是代打身份上場，2009年洋砲布雷確定不歸隊後才得以頻繁出賽，2010年底，因戰力外遭球隊釋出，2011年後加盟興農牛。

## 經歷
- 台中市大仁國小少棒隊
- 台中市中山國中青少棒隊
- 台中市台灣體院青棒隊
- 台灣體院棒球隊
- 中華職棒統一獅（2005年－2008年2月21日）
- 中華職棒統一7-ELEVEn獅（2008年2月22日－2010年11月19日）
- 中華職棒興農牛（2010年12月6日－2012年8月15日）
- 中華職棒興農牛兼任二軍守備教練（2012年1月6日－2012年8月15日）
- 中華職棒興農牛外野教練（2012年8月15日－2012年12月16日）
- 中華職棒義大犀牛守備教練（2012年12月17日－2012年12月24日）
- 中華職棒義大犀牛二軍守備教練（2013年1月－2013年8月）
- 中華職棒義大犀牛守備教練（2013年8月－2014年1月）
- 中華職棒義大犀牛二軍守備教練（2014年－1月－2014年5月）
- 中華職棒義大犀牛內野教練（2014年5月－2015年4月）
- 中華職棒義大犀牛二軍守備教練（2015年4月－2015年7月）
- 中華職棒義大犀牛三壘指導員（2015年7月－2016年）
- 中華職棒義大犀牛二軍守備教練（2016年－2016年10月31日）
- 中華職棒富邦悍將二軍守備教練（2016年11月1日－2018年7月30日）
- 中華職棒富邦悍將二軍代理總教練（2018年7月30日－2018年12月）
- 中華職棒富邦悍將二軍總教練（2019年1月－2020年12月2日）
- 中華職棒富邦悍將二軍守備教練（2020年12月3日－2022年12月）
- 中華職棒富邦悍將一軍守備教練（2023年1月1日－）

## 職棒生涯成績
打擊成績
| 年度   | 球隊           | 出賽 | 打數 | 安打 | 全壘打 | 打點 | 盜壘 | 四死 | 三振 | 壘打數 | 雙殺打 | 打擊率 |
| ------ | -------------- | ---- | ---- | ---- | ------ | ---- | ---- | ---- | ---- | ------ | ------ | ------ |
| 2005年 | 統一獅         | 53   | 118  | 29   | 0      | 8    | 0    | 6    | 15   | 35     | 6      | 0.246  |
| 2006年 | 統一獅         | 43   | 139  | 35   | 2      | 15   | 0    | 7    | 17   | 44     | 4      | 0.252  |
| 2007年 | 統一獅         | 32   | 45   | 16   | 0      | 4    | 0    | 2    | 9    | 18     | 2      | 0.356  |
| 2008年 | 統一7-ELEVEn獅 | 60   | 113  | 22   | 0      | 11   | 0    | 8    | 15   | 27     | 7      | 0.195  |
| 2009年 | 統一7-ELEVEn獅 | 66   | 134  | 33   | 0      | 11   | 0    | 12   | 18   | 38     | 5      | 0.246  |
| 2010年 | 統一7-ELEVEn獅 | 32   | 64   | 14   | 0      | 2    | 1    | 4    | 10   | 15     | 3      | 0.219  |
| 2011年 | 興農牛         | 42   | 68   | 17   | 0      | 3    | 0    | 3    | 10   | 19     | 4      | 0.244  |
| 合計   | 7年            | 328  | 681  | 166  | 2      | 54   | 1    | 42   | 94   | 196    | 31     | 0.244  |

投球成績
| 年度   | 球隊   | 勝場 | 敗場 | 防禦率 | 場次 | 先發 | 完投 | 完封 | 中繼 | 救援 | 局數 | 被安打 | 被全壘打 | 四壞 | 奪三振 | WHIP |
| ------ | ------ | ---- | ---- | ------ | ---- | ---- | ---- | ---- | ---- | ---- | ---- | ------ | -------- | ---- | ------ | ---- |
| 2011年 | 興農牛 | 0    | 0    | 0.00   | 1    | 0    | 0    | 0    | 0    | 0    | 0.2  | 0      | 0        | 0    | 0      | 0.00 |
| 合計   | 1年    | 0    | 0    | 0.00   | 1    | 0    | 0    | 0    | 0    | 0    | 0.2  | 0      | 0        | 0    | 0      | 0.00 |

## 特殊事績
- 2007年6月30日對戰中信鯨時，不慎被救援投手凱文投中臉部，導致左臉部粉碎性骨折，開刀復健多時才得以復出比賽。
- 2011年4月13日於台中球場對戰統一7-ELEVEn獅隊九局上以一壘手身份接替投手吳政憲投球，主投0.2局並無被敲任何安打無失分表現。

## 外部連結
- 施金典在台灣棒球維基館上的頁面（繁體中文）
- 施金典在中華職棒官網 （中文）和Baseball-Reference （英文）上的頁面